# Паттали маккал катчи
Паттали Маккал Катчи — индийская региональная политическая партия, базирующаяся в штате Тамилнад. В настоящее время на федеральном уровне входит в состав правящего Объединённого прогрессивного альянса (возглавляемого Индийским национальным конгрессом (ИНК) и представлена в 14-й Лок Сабхе 5-ю депутатами; на региональном — входит в состав правящего Демократического прогрессивного альянса (возглавляемого партией Дравида Муннетра Кажагам) и провела на выборах в апреле-мае 2006 года 18 депутатов в ассамблею штата. ПМК поддерживает правительство ДМК извне.
Основатель и бессменный руководитель партии — С. Рамадосс. ПМК относится к «кастовым» партиям — её основным электоратом базой являются проживающие, в основном, на севере Тамилнада представители касты ваннияров; сама партия была основана в 1989 году на базе организации «Союз ваннияров». Партия активно поддерживает резервирование мест в госучреждениях для представителей т. н. «отсталых» каст.
В 1999—2003 годах ПМК входила в состав возглавляемого Бхаратия Джаната Парти Национального демократического альянса, но на выборы 2004 года пошла в коалиции с ИНК (а также с ДМК и МДМК). А.Рамадосс (сын С.Рамадосса) в настоящее время возглавляет министерство здравоохранения Индии.